# Bergkasik
Bergkasik (Cacicus chrysonotus) är en fågel i familjen trupialer inom ordningen tättingar.

## Utseende och läte
Bergkasiken är en färgglad fågel i svart och gult, med tydlig gul övergump. Näbben är likt många trupialer ljus och spetsig. Nordliga bestånd har en gulaktig strimma på skuldran, vilket saknas hos sydliga bestånd. 

## Utbredning och systematik
Bergkasiken delas in i tre underarter med följande utbredning:
- Cacicus chrysonotus leucoramphus – Colombia och västra Venezuela till sydöstra Ecuador
- Cacicus chrysonotus peruvianus – norra och centrala Peru
- Cacicus chrysonotus chrysonotus – sydcentrala Peru till centrala Bolivia

## Levnadssätt
Bergkasiken hittas i molnskogar i Andernas subrtropiska zon, på mellan 1800 och 3100 meters höjd, högre upp än andra kasiker. Den ses ibland slå följe med flockar innehållande skrikor eller tangaror.

## Status och hot
Arten har ett stort utbredningsområde, men tros minska i antal, dock inte tillräckligt kraftigt för att den ska betraktas som hotad. Internationella naturvårdsunionen IUCN listar arten som livskraftig (LC).